# Die Zaubergräte
Die Zaubergräte (englischer Originaltitel The Magic Fishbone mit dem Untertitel A Holiday Romance from the Pen of Miss Alice Rainbird, Age Seven) ist ein Märchen des englischen Schriftstellers Charles Dickens, das 1868 in der englischen Zeitschrift All the Year Round und in der US-amerikanischen Zeitschrift Our Young Folks (mit Illustrationen von John Gilbert) veröffentlicht wurde. Die deutsche Erstausgabe erschien 1971 beim Südwest-Verlag.

## Inhalt
Ein verarmtes Königspaar hat 19 Kinder im Alter zwischen sieben Monaten und sieben Jahren. Der König ist Regierungsbeamter, der in seinem Büro endlose Schreibarbeiten verrichten muss und nichts sehnlicher als den vierteljährlichen Zahltag herbeisehnt, da die heranwachsenden Kinder dringend neue Kleider benötigen.
Eines Tages kauft der König auf dem Weg zur Arbeit in einem Fischladen ein Stück Lachs. Dabei trifft er auf eine alte geheimnisvolle Frau, die sich als Fee namens Grandmarina entpuppt und dem König einen eigenartigen Auftrag gibt: Seine älteste Tochter, die Prinzessin Alicia, soll ein Stück des Fisches essen und die darin befindliche Gräte trocknen, waschen und polieren, bis sie wie Perlmutt glänzt. Sie solle diese gut aufbewahren, denn es handle sich dabei um eine Zaubergräte, die Alicia einen Wunsch erfüllen werde, wenn der richtige Zeitpunkt dafür gekommen sei. Alicia tut wie ihr geheißen und teilt ihre Gedanken über die Zaubergräte lediglich mit ihrer geliebten Puppe, die in Alicias Fantasie ein lebendiges Wesen und ihre beste Freundin ist.
Der Reihe nach passieren nun mehrere Unglücksfälle. Zuerst wird die Königin krank und Alicia muss sich um ihre Genesung kümmern. Dann schnappt ein böser Mops aus der Nachbarschaft nach einem der Prinzen, der sich daraufhin vor Schreck an einer Glasscheibe schneidet und fürchterlich blutet. Alicia gelingt es, die Blutung zu stoppen, indem sie die Wunde ihres Bruders näht und verbindet. Dann macht sich die Köchin mit ihrem Liebhaber aus dem Staub, sodass Alicia auch noch das Kochen übernehmen muss. Beim Schälen der Rüben fällt ihr das jüngste Geschwisterchen aus der Schürze, das sich dabei ein blaues Auge und eine Schwellung zuzieht. Mithilfe eines kalten Eisens gelingt es ihr, die Schmerzen des Babys rasch zu lindern und in den Schlaf zu wiegen. Die restlichen, völlig aufgelösten Geschwister lenkt Alicia damit ab, dass sie alle Prinzen und Prinzessinnen zu Kochgehilfen macht, die ihr beim Zubereiten des Abendmahls helfen dürfen.
Bei all diesen Unglücksfällen wünscht sich der König, dass Alicia die Zaubergräte verwenden möge, doch das Mädchen ist sich sicher, dass noch nicht die rechte Zeit gekommen sei. Erst als der König Alicia gesteht, dass er trotz aller Anstrengungen in der Arbeit völlig mittellos geworden sei, befindet die Prinzessin, dass nun der richtige Moment für den Einsatz der Zaubergräte eingetreten sei. Und in der Tat regnet es sogleich jede Menge Goldmünzen durch den Kamin herein und alle Prinzen und Prinzessinnen haben plötzlich neue schöne Kleider. Außerdem erscheint die Fee Grandmarina in einer Kutsche, die von vier Pfauen gezogen wird. Diese bringt Alicia wenig später zur Kirche, wo sie mit dem Prinzen Certainpersonio vermählt wird. Die Fee verkündet beim anschließenden Hochzeitsmahl dem König und der Königin, dass es künftig acht Zahltage pro Jahr geben werde und in einem Schaltjahr sogar zehn. Und dem frisch vermählten Brautpaar prophezeit die Fee, dass es 35 wunderschöne und gesunde Kinder haben werde, die niemals die Masern bekämen und schon vor ihrer Geburt an Keuchhusten genesen seien. Die nicht länger benötigte Zaubergräte befördert die Fee schließlich in die Kehle des schrecklichen Mops, der daran erstickt.

## Rezeption
Lucinda Hawksley schreibt in ihrer Buchrezension: „Diese Geschichte […] hat Charles Dickens ausdrücklich für Kinder geschrieben, im Stil und mit dem Wortschatz eines Kindes.“ Goodreads befindet über Dickens’ Märchen: „… eine der köstlichsten Geschichten des berühmten Autors für junge Leser, die auch Erwachsenen großes Vergnügen bereitet.“

## Referenzen
Die Zaubergräte ist in dem literarischen Nachschlagewerk 1001 Kinder- und Jugendbücher – Lies uns, bevor Du erwachsen bist! für die Altersstufe 5+ Jahre enthalten.

## Ausgaben
- The Magic Fishbone. In: Our Young Folks. USA 1868 (englisch).
- The Magic Fishbone. In: All the Year Round. UK 1868 (englisch).
- Die Zaubergräte. Südwest-Verlag, 1971.

## Adaptionen
Die Zaubergräte wurde 1982 vom Rundfunk der DDR als Kinderhörspiel unter der Regie von Norbert Speer veröffentlicht.